# Saint-Apollinaire (Alpy Wysokie)
Saint-Apollinaire – miejscowość i gmina we Francji, w regionie Prowansja-Alpy-Lazurowe Wybrzeże, w departamencie Alpy Wysokie.

## Demografia
Według danych na rok 1990 gminę zamieszkiwało 99 osób, a gęstość zaludnienia wynosiła 13 osób/km². W styczniu 2015 r. Saint-Apollinaire zamieszkiwało 127 osób, przy gęstości zaludnienia wynoszącej 16,8 osób/km².